# نفل محمر
النفل المحمر  أو النفل الإيطالي هو أحد أنواع النفل من الفصيلة البقولية. اسمه العلمي (Trifolium incarnatum). يتميز بلون أزهاره الحمراء القرمزية.

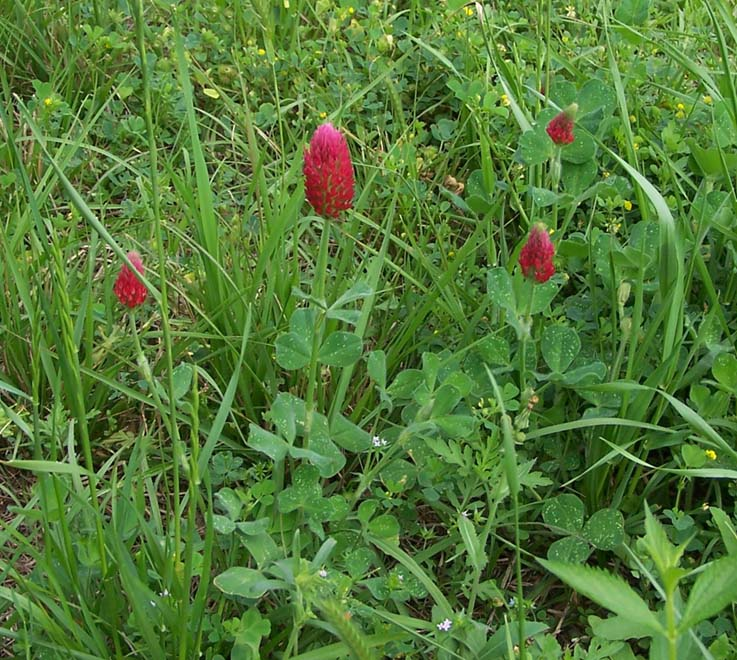
نباتات نفل محمر في تكساس.

## الموئل والانتشار
موطنه تركيا ومعظم مناطق أوروبا من اليونان والبلقان إلى إسبانيا وشمالاً من بريطانيا إلى فنلندا.